# Graptemys gibbonsi
Espèce
Statut de conservation UICN

 EN A2bce+4ce : En danger
Statut CITES
Graptemys gibbonsi est une espèce de tortues de la famille des Emydidae.

## Répartition
Cette espèce est endémique de l'État du Mississippi aux États-Unis. Elle se rencontre dans le bassin de la Pascagoula River.

## Alimentation
Les mâles et les juvéniles se nourrissent principalement d'insectes, les femelles se nourrissent d'escargots d'eau douce et de bivalves.

## Étymologie
Cette espèce est nommée en l'honneur de James Whitfield Gibbons.

## Publication originale
- Lovich & McCoy, 1992 : Review of the Graptemys pulchra group (Reptilia: Testudines: Emydidae), with descriptions of two new species. Annals of the Carnegie Museum, vol. 61, no 4, p. 293-315 (texte intégral).